# Heiligkreuzgebirge
Koordinaten: 50° 53′ 0″ N, 20° 54′ 0″ O

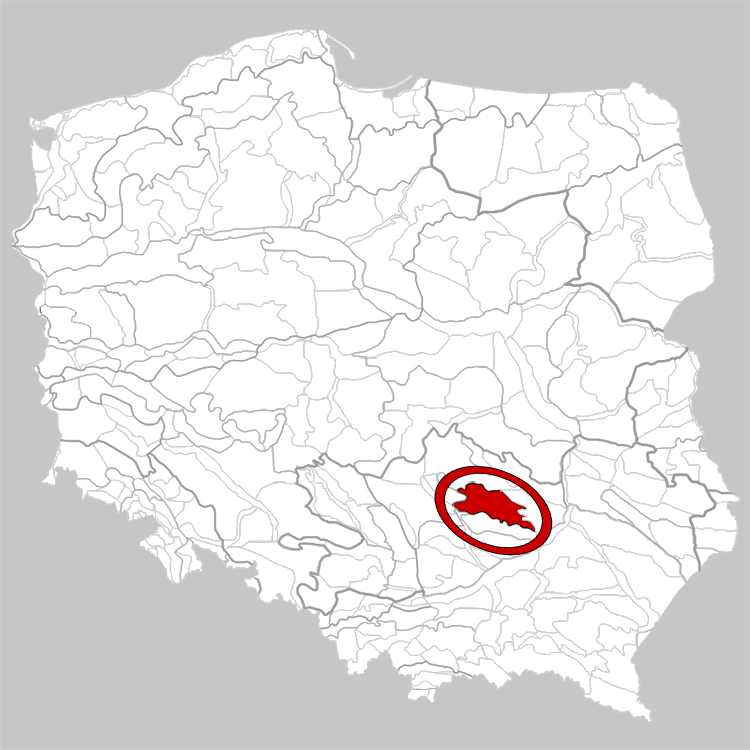
Das Heiligkreuzgebirge innerhalb der geomorphologischen Einteilung Polens

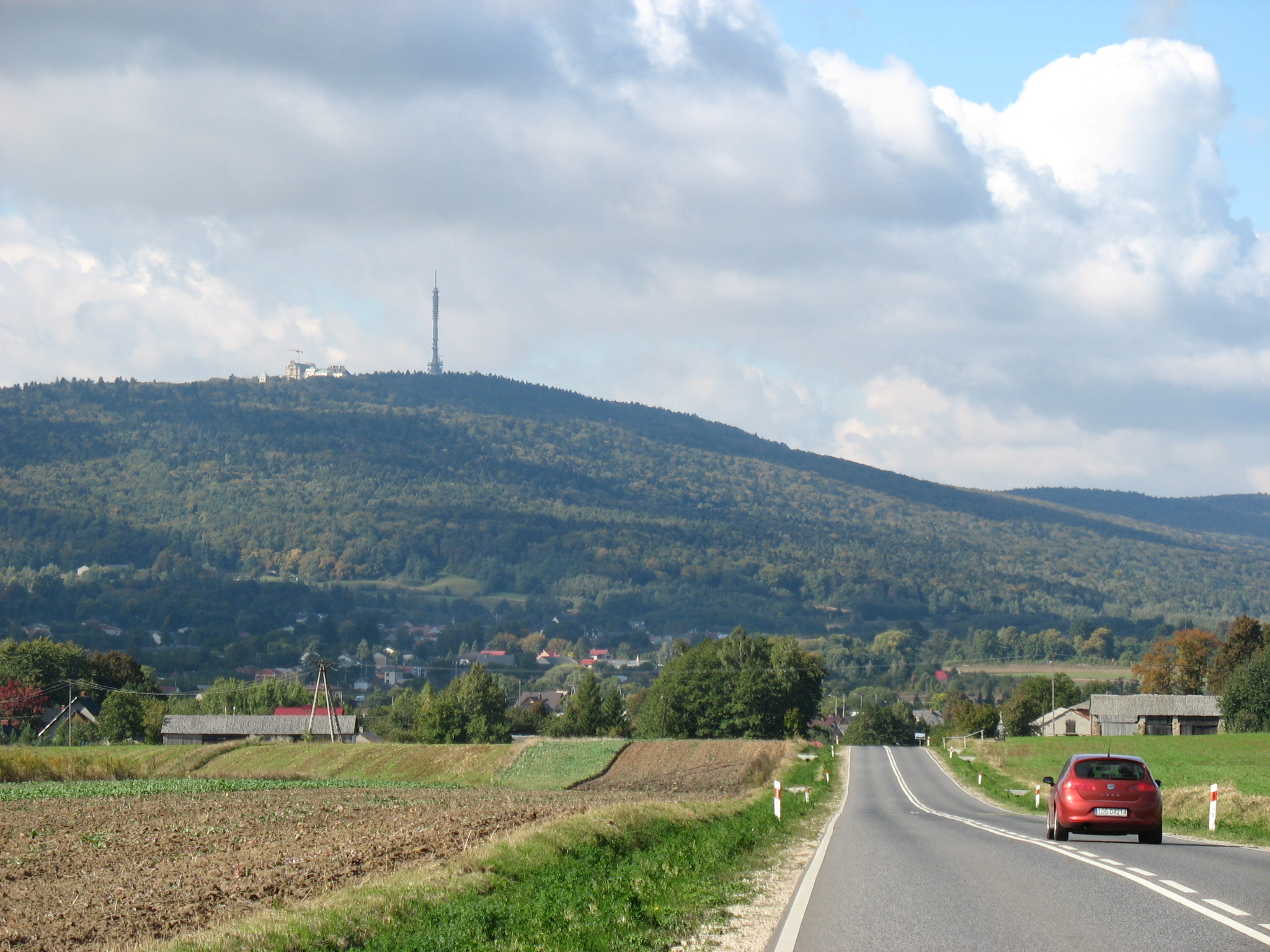
Blick auf die Łysa Góra von Stara Słupia

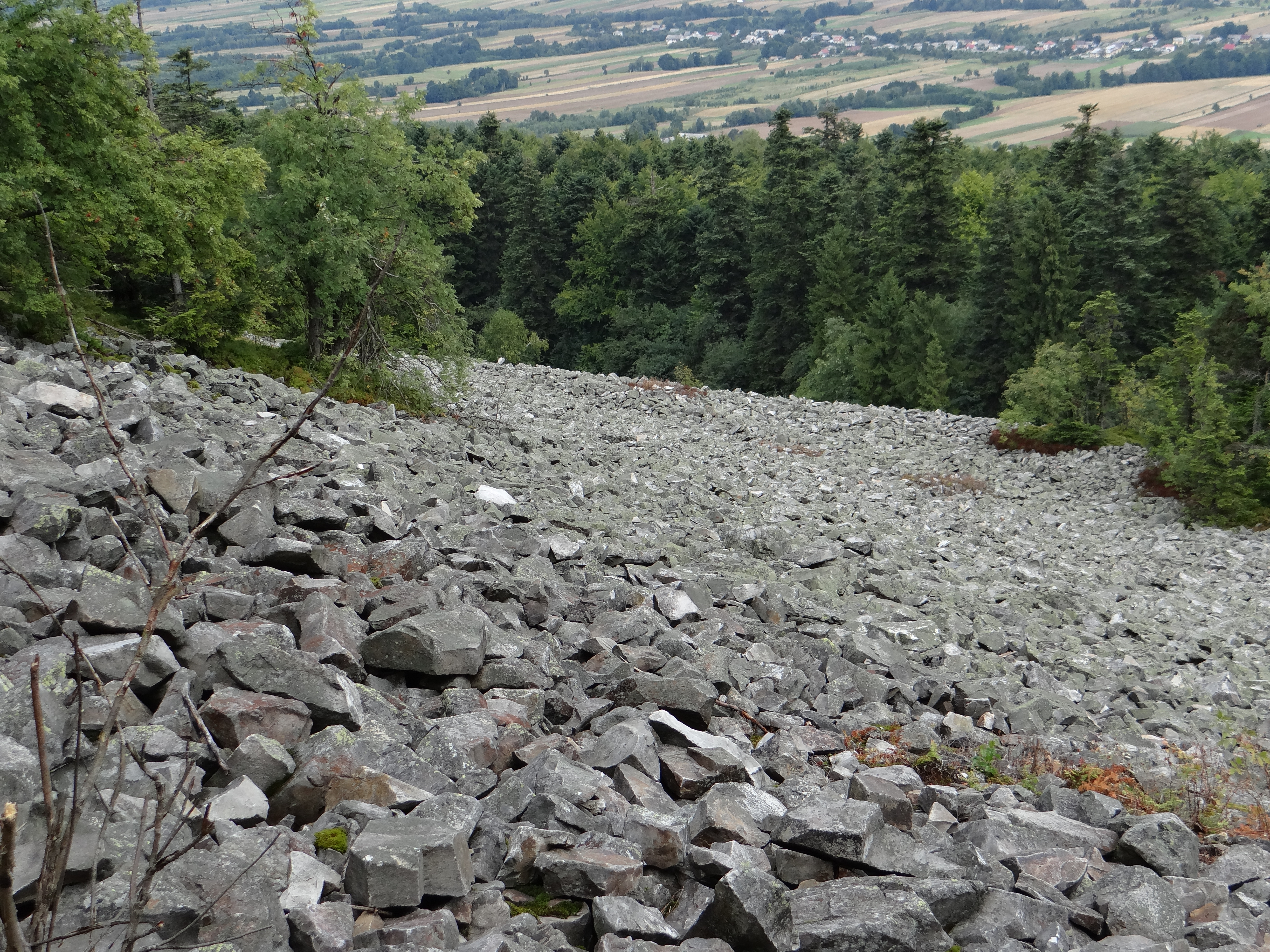
Periglaziale Blockhalde aus kambrischem Sandstein an einem Hang der Łysa Góra

Das Heiligkreuzgebirge (polnisch Góry Świętokrzyskie [ˈɡurɨ ɕfjɛntɔˈkʂɨskʲɛ] ⓘ, auch Kielcer Bergland) ist ein bis knapp 612 m hohes Mittelgebirge im südöstlichen Polen.

## Geographie
Das Gebirge befindet sich in der Woiwodschaft Heiligkreuz (Świętokrzyskie). Die Woiwodschaft liegt im südöstlichen Teil des Zentrums Polens auf der Hochebene Kielecka, Niecka Nidziańska und der Hochebene Przedborska.
Die südliche und östliche Grenze der Woiwodschaft bildet die Weichsel. Zu den wichtigsten Flüssen dieses Gebietes gehören auch Pilica, Kamienna und Nida.
Dort liegt es zwischen der Weichsel im Süden und der Pilica im Norden, etwa auf halber Strecke zwischen Warschau und Krakau und östlich von Kielce. Es besteht aus verschiedenen Bergketten, von denen Łysogóry die höchste ist. Im Gebirge, das teils als Świętokrzyski-Nationalpark ausgewiesen ist, entspringt die Kamienna, ein Nebenfluss der Weichsel.

## Geologie

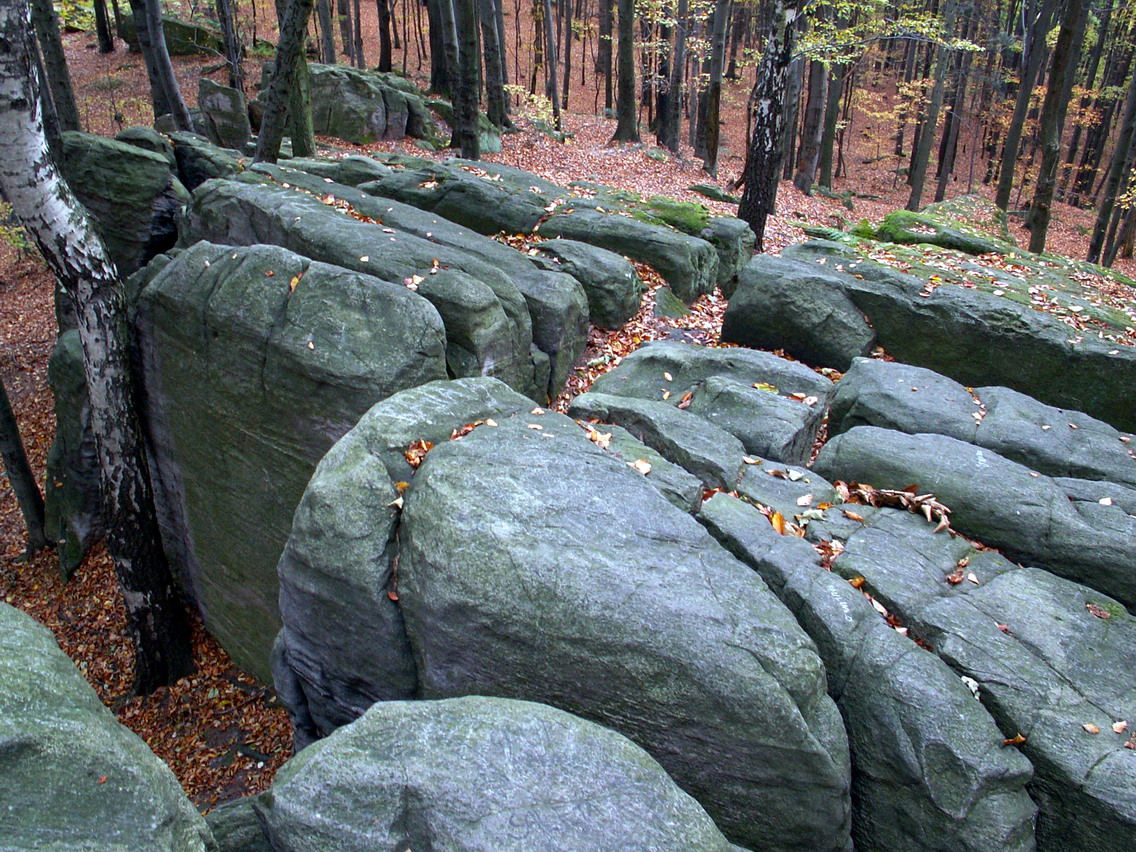
Zerklüftete Sandsteinfelsen auf der Bukowa Góra

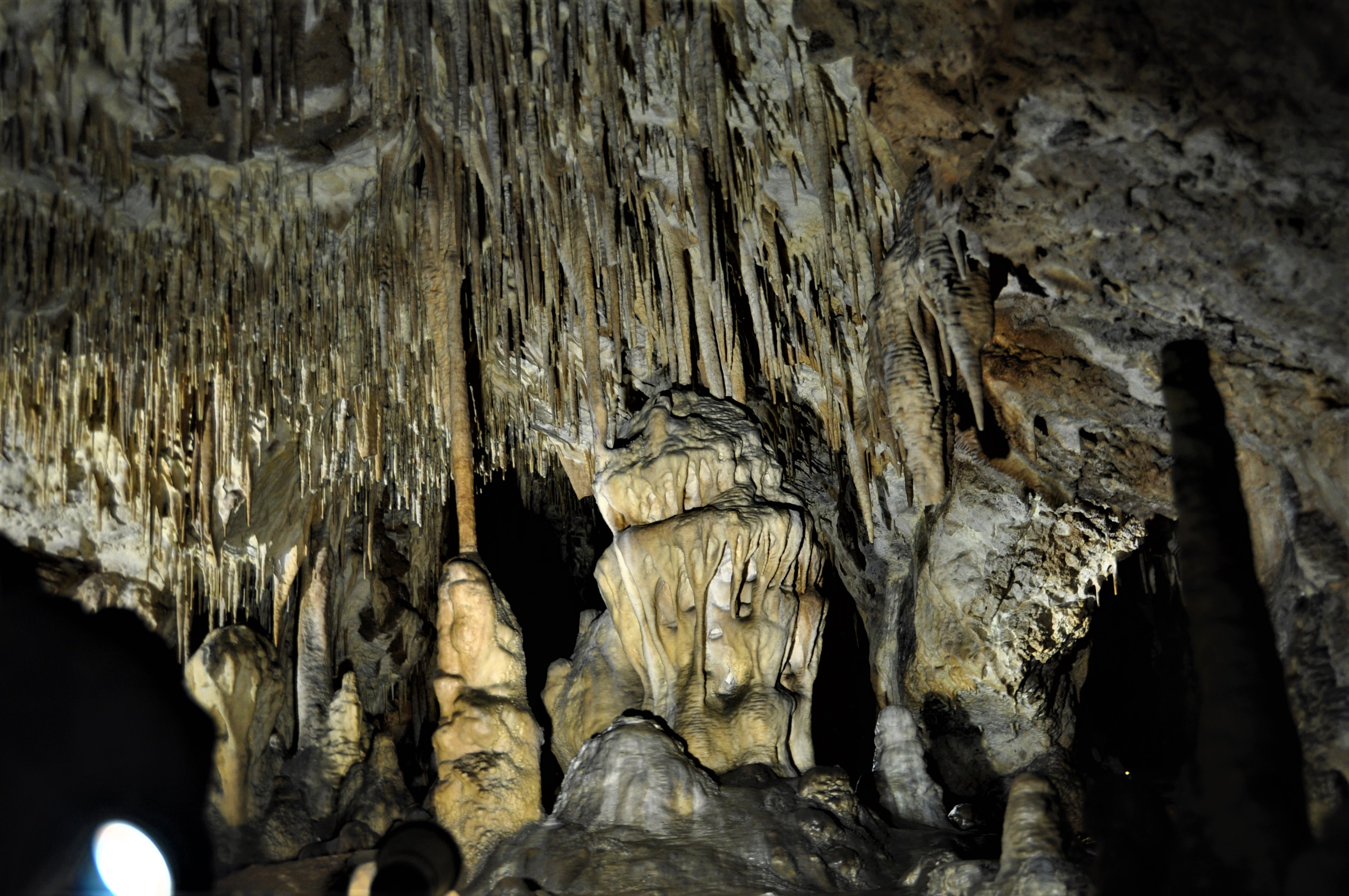
Stalaktiten in der Höhle Raj, einer Karsthöhle in mitteldevonischem Kalkstein

Im Kielcer Bergland treten die ältesten Gesteine in Polen zu Tage. Das Gebirge besteht zum überwiegenden Teil aus marinen Ablagerungen, die heute als Grauwacken, Sandsteine, Schiefer und Quarzite vorliegen. In diesen Gesteinen haben sich zahlreiche Nachweise des reichen Lebens in den einstigen Meeren in Form von fossilen Spuren pflanzlicher und tierischer Organismen erhalten, von denen viele wissenschaftlich beschrieben wurden. Die Gesteine wurden während der kaledonischen Gebirgsbildung vor etwa 450 Mio. Jahren erstmals gefaltet. Während der variszischen Gebirgsbildung vor rund 360 Mio. Jahren wurden sie ein zweites Mal deformiert und zu einem Gebirge aufgefaltet. In der Folgezeit wurde das Gebirge weitgehend abgetragen und von jungen Sedimentschichten bedeckt, allerdings kam es im Neogen durch tektonische Prozesse im Zusammenhang mit der Auffaltung der Karpaten wieder zu einer Heraushebung, so dass die alten Gesteinsschichten wieder freigelegt wurden. 
In den 2 Mio. Jahren des Quartärs war das Kielcer Bergland zeitweise von einem Gletscher bedeckt.

## Berge
Zu den Bergen in der Łysogóry-Kette gehören:
- Łysica (612 m n.p.m.)
- Łysa Góra (auch Łysiec genannt, 595 m, teils auch auf 593 m beziffert; gute Aussichtsmöglichkeit. Das Kloster Święty Krzyż auf diesem Berg gab dem Gebirge den Namen)
- Agata (607 m)

## Freizeit
Neben Wanderwegen bieten die Berge Wintersportmöglichkeiten an. In den Orten rund um die Berge sind Ferienzimmer und Pensionen zu finden.
In Nowa Słupia befindet sich das Museum einer Eisenhütte, das Veranstaltungsort des jährlichen Eisenhütten-Festivals ist.

## Orte
Zu den Orten, die unmittelbar im bzw. am Heiligkreuzgebirge liegen, zählen:
- Bieliny
- Bodzentyn
- Chęciny
- Kielce
- Krajno
- Łagów
- Nowa Słupia
- Psary
- Skarżysko-Kamienna
- Starachowice
- Suchedniów
- Święta Katarzyna
- Tarczek
- Waśniów